# Абсолютен праг
Абсолютният праг е понятие от невронауката и психофизиката, което се определя като най-ниското равнище на стимули – светлина, звук, докосване и т.н., което организма може да възприеме. Под влиянието на идеите на теорията за разпознаването на сигнала определението за абсолютен праг е предефинирано като нивото, при което даден стимул ще бъде открит в определен процент (често 50%) от времето. Абсолютният праг може да бъде повлиян от няколко фактора като мотивацията и очакванията, когнитивните процеси на субекта и дали субекта е адаптиран към стимула.

Абсолютният праг може да се сравни с диференциалния (различителния) праг, който е мярката за това колко различни трябва да бъдат два стимула, за да може субектът да забележи, че те не са еднакви.

## Зрение
Знаково изследване от 1942 г. е експеримента от Хехт, Шлаер и Пирен, който проучва абсолютния праг на зрение. Те се опитват да измерят минималния брой фотони, които човешкото око може да открие в 60% от времето, използвайки следните контролни действия:
- Адаптация към тъмно – участниците се адаптират напълно към тъмното (процес, продължил четиридесет минути), за да оптимизират зрителната си чувствителност.
- Местоположение – стимулът е представен в област на дясното око, където има висока плътност на пръчици, 20 градуса вляво от точката на фокус (т.е. 20 градуса вдясно от фовеята). Приблизително тази степен на ексцентрицитет (около 20 градуса) има най-високата плътност на пръчици в цялата ретина. Въпреки това, съответното място в дясната ретина, 20 градуса вляво, е много близо до сляпото петно.
- Размер на стимула – стимулът е с диаметър 10 ъглови минути (1 ъглова минута = 1/60 от градуса). Въпреки че не е изрично споменато в оригиналната изследователска статия, това гарантира, че светлинният стимул пада само върху клетките-пръчици, свързани към едно и също нервно влакно (това се нарича област на пространствено сумиране).
- Дължина на вълната – дължината на вълната на стимула съответства на максималната чувствителност на пръчковидни клетки (510 nm).
- Продължителност на стимула – 0,001 секунда (1 ms).

Изследователите откриват, че излъчването на само 5-14 фотона може да предизвика визуално преживяване. Въпреки това, само около половината от тях влизат в ретината, поради отражение (от роговицата), абсорбция и други фактори, свързани с пропускливостта на очната среда. Изследователите изчисляват, че 5 до 14 от приблизително 500 пръчици в тестовата зона ще абсорбират всеки един фотон с 4% шанс една пръчка да абсорбира два фотона.

## Слух
Абсолютният праг на слуха е минималното ниво на звука на чист тон, което един човек със средно взет нормален слух може да чуе без наличието на друг звук. Абсолютният праг се отнася до звука, който просто може да бъде чут от организма.
 Пример за това е чуването на тиктакащ часовник от разстояние 6 метра в тиха стая.
Прагът на чуването най-често се приема като средно квадратично звуково налягане от 20 μPa (микропаскала) = 2×10−5 паскала (Pa). Това е приблизително най-тихия звук, който млад човек с неувреден слух може да засече при честота 1000 Hz. Прагът на чуване зависи от честотата и е доказано, че чувствителността на ухото е най-добра при честоти между 1 kHz и 5 kHz. Хората обикновено имат по-нисък праг на чуване за собствените си имена. Денис П. Кармоди и Майкъл Луис изследват този феномен през 2006 г. и откриват, че мозъчните региони реагират на името на човека по различен начин, отколкото на произволно име.

## Мирис
Абсолютният праг за мирис е най-ниската концентрация на определена миризма, която се възприема от човешкото обоняние. Прагът на химическото съединение се определя отчасти от неговата форма, полярност, частичен заряд и молекулна маса.Обонятелните механизми, отговорни за прага на откриване на всяко съединение, не са добре разбрани; следователно тези прагове все още не могат да бъдат точно предвидени. По-скоро те трябва да бъдат измерени чрез обширни тестове с хора в лабораторни условия.

## Допир
Абсолютният праг за допир е крило на пчела, падащо върху бузата на човек от един сантиметър разстояние. Различните части на тялото са по-чувствителни на допир, така че това варира в различните части на тялото
С възрастта на хората абсолютният праг за докосване става по-голям, особено след 65-годишна възраст. Като цяло жените имат по-нисък абсолютен праг и са по-чувствителни към докосване от мъжете. Въпреки това изглежда също така варира от човек на човек. Дори индивидите изпитват дългосрочни вариации в рамките на собствения си абсолютен праг за докосване. Това потенциално може да повлияе на оценката на сензорните разстройства от медицинските специалисти.
През 1974 г. Улф Линдблом проучва как скоростта на стимула влияе на абсолютния праг. Стимулатор WaveTek е използван за измерване на абсолютния праг на допир чрез „потупване“ по върха на пръста на участник със сонда с диаметър 2 mm. Линдблом установява, че средно взето има 27% разлика в праговото ниво между бавни и бързи механични импулси по върха на пръста на участника. Прагът за бързи импулси е 5 µm и 80 µm за бавни импулси. Проучването на Линдблом показва, че хората са по-чувствителни към бърза стимулация, отколкото към бавна стимулация, поне по отношение на допира.

## Вкус
През 1999 г. Дж. А. Стилман, Р. П. Мортън и Д. Голдсмит извършват проучване, тестващо абсолютния праг на вкус и установяват, че автоматизираното тестване на вкус е също толкова надеждно, колкото и традиционното тестване. Освен това, откриват статистическа значимост на дясната страна на езика с по-нисък абсолютен праг от лявата страна. Това откритие води до възможността дясното полукълбо на мозъка да обработва вкусовите стимули по-добре от лявото.
Лишаването от калории за кратко време повишава чувствителността и намалява абсолютния праг за сладки и солени храни. Други фактори като бременност и тютюнопушене могат да повлияят на чувствителността за вкус.